# Maciej Kalenkiewicz
Maciej Kalenkiewicz (1er juillet 1906–21 août 1944); nom de guerre Kotwicz) est un ingénieur militaire polonais, lieutenant-colonel de l'Armée polonaise. Pendant la Deuxième Guerre mondiale il suivit l'entraînement des Cichociemni et fut envoyé dans la Pologne occupée où il prit en charge le commandement de l'Armia Krajowa sur la zone de Nowogródek. Il fut l'un des chefs polonais de l'opération Tempête et de l'opération Ostra Brama. Comme les 39 soldats de l'AK qui étaient alors sous son commandement, il fut tué le 21 août 1944 par le NKVD au cours de la bataille de Surkonty.

## Biographie

### Jeunesse
Maciej Kalenkiewicz est né le 1er juillet 1906 à Pacewicze, près de Wilno. Son père, Jan Kalenkiewicz, était un membre appauvri de la noblesse polonaise et un politicien paysan. Sa mère, Helena, avait pour nom de jeune fille Zawadzka. Il fut scolarisé dans un collège de Wilno (appelée aujourd'hui Vilnius) et entra au Corps des Cadets de Modlin. En 1924, il fut admis à l’École d'officiers ingénieurs à Varsovie, où il participa au coup d’État de 1926 du côté du gouvernement. En 1927, il reçut son diplôme d'ingénieur, avec les meilleures notes de sa promotion. Après une année de pratique au prestigieux 1er régiment d'ingénieurs basé à Modlin, il s'inscrivit à la faculté d'ingénierie de l'École polytechnique de Varsovie. En 1934, il épousa Irena (nom de jeune fille, Erdman) et obtint son diplôme d'ingénieur qualifié.
Il retourna au service actif et fut rattaché à l’École des sous-officiers de Modlin en tant que chef de peloton. En 1936, il monta au grade de capitaine et, en 1938, il fut autorisé à rejoindre la Grande École de guerre de Varsovie. Cependant, ses études furent interrompues quand la guerre éclata.

### Parmi les premiers résistants de la Seconde Guerre mondiale
Pendant la campagne de septembre 1939, Kalenkiewicz servit à l'état-major de la brigade de cavalerie Souwalki, une unité du Groupe Opérationnel Independant Narew. Il participa, dans ses unités, à des actions de retardement dans le Nord du pays mais, à la mi-septembre, il se portait volontaire pour un régiment improvisé, le  110e régiment de Uhlans commandé par le lieutenant-colonel Jerzy Dąbrowski Łupaszko. En tant que membre de la Brigade de réserve de cavalerie, le régiment prit part à la défense de Wołkowysk contre les attaques allemandes.
Après l'invasion de la Pologne par les Soviétiques le 17 septembre, le régiment fit route vers le nord en direction de la frontière avec la Lituanie. Il marcha vers Grodno et la forêt d’Augustów, où il mena quelques escarmouches contre l’armée allemande et prit part à la bataille de Grodno contre l’Armée rouge. Après deux jours de durs combats contre les Soviétiques supérieurs en nombre, Grodno tomba le 20 septembre et trois jours plus tard le général de brigade Wacław Przeździecki, commandant de la zone de défense de Grodno, ordonna à toutes ses troupes de se retirer en Lituanie neutre. Le 110e Régiment fut la seule unité à ne pas obéir à cet ordre. Les soldats menés par Dąbrowski refusèrent de quitter le pays et, au contraire, se dirigèrent vers Varsovie assiégée.
L’unité fut rejointe par les restes de plusieurs régiment défaits et se fraya un chemin vers Varsovie. Elle fut encerclée par l’Armée rouge dans la zone de la rivière  Biebrza et subit de lourdes pertes, mais elle parvint à percer les défenses adverses. À la suite de quoi, le lieutenant-colonel Dąbrowski, commandant le régiment, décida sa dissolution. Le major Henryk Dobrzański prit la tête d’environ 180 hommes qui décidèrent de poursuivre leur route vers Varsovie assiégée. Parmi ces hommes, Maciej Kalenkiewicz devint le chef d’état major de l'unité détachée de l’Armée polonaise, ainsi que s’était intitulée l’unité. Quand Varsovie capitula, le 27 septembre, Dobrzański décida de continuer le combat contre l'occupation étrangère de la Pologne. Près de 50 hommes se portèrent volontaires pour rester dans l'armée, tandis que le reste recevait l'autorisation de quitter les rangs. Le 1er novembre 1939, ils traversèrent la Vistule près de Dęblin et entamèrent une marche vers les monts Sainte-Croix. Le même jour, son unité mena sa première escarmouche contre les Allemands. À la suite de quoi il décida de rester dans les environs de Kielce attendant avec son unité l’arrivée des Alliés qu’il escomptait au printemps 1940. Deux jours plus tard, Kalenkiewicz devint le commandant en second de ce qui allait devenir la première unité de partisans de la Seconde Guerre mondiale. Il prit pour nom de guerre "Kotwicz", d'après le nom du blason de sa famille.
En novembre 1939, Kalenkiewicz rejoignit Varsovie avec la mission, confiée par Dobrzański, de rejoindre le général Michał Karaszewicz-Tokarzewski, commandant de Służba Zwycięstwu Polski, première organisation importante de résistance formée dans la Pologne occupée par les Nazis comme par les Soviétiques. Cependant, il ne retourna pas dans l'unité de Dobrzański, mais décida plutôt de prendre la route de la France, où l'Armée polonaise était en train de se reformer sous l'impulsion du général Sikorski.

### A l'Ouest
À la fin de l'année 1939, étant passé par la Hongrie et la Yougoslavie, Kalenkiewicz arriva en France. Là, le 1er janvier 1940, il rejoignit le centre de formation des officiers du génie basé à  Versailles. Reconnu spécialiste en génie militaire, depuis le 15 mars, il y fut aussi instructeur. Il proposa à plusieurs reprises au général Kazimierz Sosnkowski d’organiser une unité parachutiste destinée à être acheminée en Pologne pour faciliter les contacts avec la Résistance. Début mai, Sosnkowski prit Kalenkiewicz dans son état major et le 25 juin tous deux furent évacués vers le Royaume-Uni à la suite de la capitulation française.
Considéré comme faisant partie d’un groupe informel de jeunes officiers désireux de réformer l’Armée Polonaise en exil en  une force spécialisée à haut niveau d’entraînement plutôt que de la “chair à canon”, Kalenkiewicz cosigna plusieurs mémorandums pressant les autorités polonaises de transformer les unités d’infanterie classiques en unités aéroportées capables à la fois de mener des opérations de reconnaissance armée et de diversion et d’apporter une aide éventuelle au soulèvement national en perspective. L’un de ces mémorandums fit remarquer Kalenkiewicz par le général Władysław Sikorski, lequel le fit transférer en Octobre 1941 au Service des études et de l’entraînement parachutiste, nouvellement créé à l’État-Major Général polonais. Une des retombées directes des activités de ce service fut la création de la Brigade indépendante de parachutistes placée sous le commandement du général Stanisław Sosabowski. Kalenkiewicz se porta également volontaire pour être acheminé vers la Pologne occupée pour aider l'Armée de l'Intérieur polonaise.

### La Pologne occupée par l'Allemagne
Le 27 décembre 1941, il fut convoyé en Pologne par pont aérien dans le cadre de l’opération Jacket. Malencontreusement, le pilote atterrit dans une zone annexée au Troisième Reich et non sur un territoire dépendant du Gouvernement Général et tous les membres de la mission furent immédiatement arrêtés dès leur arrivée. Cependant, pendant le transport vers un poste allemand, l’équipage parvint à récupérer ses armes et s’échappa en tuant tous les Allemands. Kalenkiewicz et son équipe parvinrent à traverser le territoire du Gouvernement Général et à rejoindre Varsovie. 
Là, Kalenkiewicz rencontra le général Stefan Rowecki (Grot), qui l’accepta dans le Service Opérations de l’état-major de l’Association pour la Lutte Armée, prédécesseur de l'Armia Krajowa (AK, Armée de l’Intérieur).
Comme la règle voulait que tous les Cichociemni avançaient d'un grade à leur arrivée en Pologne, Kalenkiewicz fut promu major. Le 19 mars 1942, il reçut aussi la médaille de la Virtuti Militari, la récompense militaire la plus élevée en Pologne. En tant qu'officier d'état-major, il avait en charge différentes tâches, la plupart dans le domaine de la formation à la guerre de partisans, au sabotage et communications. Il fut aussi l'auteur du plan W, un plan d'insurrection nationale sur la base duquel fut conçue l'opération Tempête. En août 1943, Kalenkiewicz participa aussi à des opérations sur le front puisqu'il fut désigné comme chef de l'opération Ceinture, une opération à large échelle visant tous les postes allemands sur la ligne de démarcation entre le Gouvernement Général et le Reich.

### Sources
- Jan Erdman : Droga do Ostrej Bramy, Varsovie 1990
- Roman Korab-Żebryk : Operacja wileńska AK, PWN, Varsovie 1988,  (ISBN 83-01-08401-4)
- Bohdan Urbankowski : Antysowieckie powstania. Polska, [w:] Encyklopedia Białych Plam, Radom 2000
- Rocznik Oficerski z 1928, p. 569 et p. 606